# HMS Salamander (J86)
«Саламандер» (англ. HMS Salamander (J86) — військовий корабель, тральщик типу «Гальсіон» I-й серії замовлення 1935 року Королівського військово-морського флоту Великої Британії часів Другої світової війни.
Тральщик брав участь у бойових діях на морі в Другій світовій війні, переважно бився у Північній Атлантиці, супроводжував арктичні конвої, підтримував висадку морського десанту в Нормандії. За проявлену мужність та стійкість у боях бойовий корабель заохочений трьома бойовими відзнаками.

## Історія створення
Тральщик «Саламандер» закладений 18 квітня 1935 року на верфі J. Samuel White на острові Коуз. 24 березня 1936 року він був спущений на воду, а 18 липня 1936 року увійшов до складу Королівських ВМС Великої Британії. 

## Бойовий шлях

### Початок війни
З початком воєнних дій у Європі, «Саламандер» разом з однотипними тральщиками «Гальсіон», «Харрієр», «Леда», «Найджер», «Госсамер», «Гусар», «Скіпджек», «Спідвел» і «Сфінкс» включений до 5-ї флотилії тральщиків командування Нор з базуванням у Дуврі. Протягом перших місяців війни діяв у складі формування, маючи завдання щодо прочісування навколишніх вод та виявлення німецьких мін і підводних човнів.

### 1941
18 травня 1941 року «Саламандер» разом з есмінцями «Рамсі», «Ріплі», «Волкер», «Вотчмен», шлюпом «Енчантресс», корветами «Блюбел», «Кендітюфт», «Волфлавер», «Ханісакл», «Гортензія», «Тюліп» увійшов до складу ескортної групи конвою HX 125, що супроводжував з Галіфаксу до Британії.
28 вересня 1941 року тральщик «Саламандер» вийшов у групі кораблів супроводження з однім з перших арктичних конвоїв — конвоєм QP 1 з Архангельська до Скапа-Флоу.

### 1944
На початку січня 1944 року «Саламандер» разом з однотипними тральщиками «Харрієр», «Глінер», «Гальсіон», «Гусар», «Джейсон», «Брітомарт», «Спідвел» і «Сігал» включений до 1-ї флотилії тральщиків.
У квітні 1944 року флотилія увійшла до З'єднання S, куди включили також три моторні катери типу Motor Launch і встановлювачі буїв типу «Айлс», на них покладалося завдання щодо розчищення районів зосередження сил вторгнення та підходів до плацдармів від мінних полів німців. 5 червня 1944 року кораблі розпочали виконання визначених завдань і до світанку Дня Д усі підходи були звільнені від загроз.
Потім «Саламандер» продовжував виконувати завдання поблизу плацдармів. До серпня корабель діяв поблизу Арроманша з «Харрієр», «Глінер», «Гусар», «Джейсон» і «Брітомарт». 22 серпня тральщики вийшли на забезпечення протимінної безпеки до району Гавра для бомбардування німецьких позицій лінкором «Ворспайт» і моніторами «Еребус» та «Робертс».

### Трагедія
27 серпня 1944 року під час проведення тралення узбережжя флотилія піддалася ракетному удару британського винищувача-бомбардувальника «Тайфун». Трагічний інцидент стався унаслідок неузгодженості дії флоту та авіації, коли тральщики вийшли поза межі визначеного району. В результаті влучення ракет два тральщики «Брітомарт» та «Гусар» затонули, «Саламандер» зазнав важких пошкоджень, його ніс був відірваний, екіпаж «Джейсон» зазнав втрат у живій силі від вогню літака.
Наслідком «дружнього» вогню стала загибель 78 британських офіцерів та матросів, ще 149 дістали поранень різного ступеня. Рештки «Саламандера» були відтягнути до англійських берегів, де державна комісія визнала його тотально зруйнованим і списала зі складу сил флоту.